# Iván Ramis
Pour les articles homonymes, voir Ramis.
Iván Andrés Ramis Barrios est un ancien footballeur espagnol né le 25 octobre 1984 à Sa Pobla sur l'île de Majorque, qui évoluait au poste de stoppeur.

## Biographie
Né à Sa Pobla, dans les îles Baléares, Ramis est issu du centre de formation du RCD Majorque et a fait ses débuts en équipe première contre Albacete Balompié le 15 février 2004 (match nul 0-0 à domicile en Liga). Après un prêt au Real Valladolid en Segunda División lors de la saison 2005-2006, il a progressé en tant que joueur durant la saison 2007-2008, inscrivant également trois buts en championnat.
Un temps annoncé à West Ham United, il signe en août 2012 en faveur de Wigan un contrat de trois saisons.

## Palmarès

### Équipe nationale
- Espagne -23 ans
  - Médaille d'or aux Jeux méditerranéens : 2005